# Saffierpluimbroekje
Het saffierpluimbroekje (Eriocnemis luciani s.l.) is een vogel uit de 

familie Trochilidae (kolibries). De pootjes van deze kolibrie zijn voorzien van donsveertjes, vandaar de naam.

## Kenmerken
De vogel is 11 tot 14 cm lang, inclusief staart en weegt 5,4 tot 6,4 g. De vogel is van boven grotendeels grasgroen met een metaalglans. De gevorkte staart is meer donkerblauw tot paars, bijna glanzend zwart. Het vrouwtje verschilt niet veel van het mannetje; haar vleugels zijn korter, de staart is minder diep gevorkt. De ondersoorten E. l. sapphiropygia en E. l. catharina uit Peru zijn gemiddeld iets kleiner (11 tot 12 cm) en hebben achter op de kop en op de nek een goud- tot koperkleurige glans door het groen, terwijl de nominaat een glanzende, donkerblauwe kruin heeft. Verder heeft de soort witte donsveertjes op de poten, bij E. l. sapphiropygia is dit "pluimbroekje" relatief groot.

## Verspreiding en leefgebied
Deze soort komt voor van zuidwestelijk Colombia tot westelijk Ecuador en telt 5 ondersoorten:
- E. l. meridae: Mérida (noordwestelijk Venezuela). Deze ondersoort is zeer waarschijnlijk uitgestorven, is alleen bekend van een museumexemlaar uit 1898.
- E. l. luciani: zuidwestelijk Colombia en noordelijk Ecuador.
- E. l. baptistae: centraal en zuidelijk Ecuador.
- E. l. catharina:  Noord-Peru (ook wel opgevat als ondersoort E. sapphiropygia catharina)
- Eriocnemis luciani sapphiropygia: centraal en zuidelijk Peru (ook wel opgevat als aparte soort E. sapphiropygia).

Het leefgebied bestaat uit bosranden van het nevelwoud op hoogten tussen de 2000 en 4800 m (meestal 2600 tot 3500 m) in de Andes. Deze kolibrie wordt ook wel aangetroffen in open landschap met gras en struikgewas.

## Status
Het saffierpluimbroekje (alleen de ondersoorten die in Colombia en Ecuador voorkomen)  heeft een klein verspreidingsgebied maar wordt als redelijk algemeen beschreven in geschikte habitat. Men vermoedt dat de populatie-aantallen stabiel zijn. Om deze redenen staat deze soort als niet bedreigd op de Rode Lijst van de IUCN.